# Tekije
Tekije su topografski pojam za mjesto u neposrednoj blizini Petrovaradina. 
Porijeklo vuče iz arapskog jezika gdje tekija znači počivalište, odmorište, 
a u širem smislu muslimanski samostan.

## Povijesni pregled
Na mjestu današnjih Tekija, između dva izvora pitke vode u srednjem vijeku nalazila se od XIII. do XVI. stoljeća
crkvica posvećena Blaženoj Djevici Mariji koju su podigli cisterciti.
Padom Petrovaradina pod tursku vlast 28. srpnja 1526. godine crkvica je porušena, a na tom mjestu je sagrađena daščara koju sagradiše dva derviša. Turci su iz Petrovaradina dolazili na to mjesto na odmor i izlet.
Uz daščaru su Turci sagradili džamiju.
Poslije poraza Turaka kod Haršanja 1687. godine, džamija je ostala pusta, a Petrovaradin bez turske posade. 
1693. godine u Petrovaradin dolaze isusovci. Kako na cijelom području nije bili crkve, isusovci su zamolili kardinala Kolonića da im dade u vlasništvo džamiju na Tekijama, koju pretvaraju u kapelu Bezgrješnog Začeća Marijina.

### Tekijska bitka
Godine 1716. ratoborni Damad Ali paša, osvajač Moreje (Peleponeza), veliki vezir sultana Ahmeda III, podstrekivan od Francuske, 
poveo je veliku vojsku na Austriju. Princ Eugen Savojski je došao 9. srpnja 1716. godine u Futog.
Carska austrijska vojska imala je 42.000 pješaka, 23.000 konjanika,a u Petrovaradinu je bilo 8.000 vojnika.
Turci su s 200.000 vojnika već od 26. do 28. srpnja 1716. godine prešli Savu i bez otpora preko Slankamena i Inđije 2. kolovoza izbili na vrhove Fruške Gore,
između Srijemskih Karlovaca i Bukovca došli do Petrovaradina.
Nedaleko od Tekija na jednoj uzvisini postavljen je šator velikog vezira.
Istog dana 2. kolovoza 1716. došlo je do žestoke borbe austrijske prethodnice, između Petrovaradina i Srijemskih Karlovaca, koju je predvodio hrvatski ban grof Ivan Palfy s 1.300 konjanika i 500 pješaka 
i s druge strane 15.000 turskih konjanika. U tom sukobu zarobljen je general Siegfried Breuner i ne mali broj njegovih suboraca.
Pred nadmoćnijom turskom vojskom Palfy se povukao u Petrovaradin. U noći 4. kolovoza 1716. prebačena je s bačke strane, iz Futoga konjica i pješaštvo. 
Ujutro 5. kolovoza 1716. u sedam sati kršćanska vojska je krenula u napad. Lijevo kršćansko krilo pod vodstvom princa Alexandra od Würtenberga snažno je udarilo na desno tursko krilo.
Turci su bili odbačeni, a zajedno s lijevim krilom napredovao je i centar koji se sukobio s janjičarima. Janjičari su bili nadmoćniji i nastupali su u polukrugu. U sukobu s janjičarima
poginuli su generali Filip Ernest von Lanchen i Johan Hannibal barun von Wallenstein. U tom trenu položaj kršćanske vojske nije bio ni malo zavidan. 
Brza odlučnost i i hladnokrvnost princa Eugena iznenadila je Turke. Izdavši naredbu da se ponovno sakupi pješaštvo i konjica, te jakim udarom u centar turske vojske krenuo je u protunapad. Tako je kršćansko lijevo krilo bilo u naglom prodoru
prema turskom zapovjedničkom logoru. Kršćanska konjica na desnom krilu, pod komandom generala Ebergenyia i grofa Nadasdya, napala je
nezaštićeni lijevi bok turske vojske. Janjičari u sredini su bili priklješteni. U tom trenutku je rezerva kršćanske vojske pod barunom Löffelholzom prešla u napad. Barun Ebergenyi je prodro s tri konjička puka od desnog krila na lijevi bok i u zaleđe turske vojske. 
Janjičari bez podrške svoje konjice su se počeli u neredu povlačiti i bježati. Nastao je nered i veliko
rastrojstvo turske vojske što je za njih bilo kobno. Na lijevom vanjskom krilu, konjica pod komandom feldmaršala grofa Palfya, usprkos močvari i šipražju, odbila je s lakoćom protivničke napadače - spahije.
Izvršivši manevar na desno Palfy je zauzeo tursku bateriju s petnaest topova kod Mišeluka. Palfyeva konjica je napredovala prema vezirovom šatoru. U panici Turci su napustili svoj glavni logor na brdu okružen
barikadama sa svim topovima, streljivom, komorom i šatorima. Iscrpljeni janjičari su posljednji uzmicali. Tatarski pomoćni kontigent na lijevom turskom krilu, a što je neobjašnjivo, držao se pasivno.
Veliki vezir Damad Ali paša ostao je u taboru kod zastave i pratio tijek borbe. Gledao je talasanje svojih ratnika koji iz pozadine probijaju šatore i pokušavaju zaustaviti bjegunce.
Spahije i silihdare su se povlačili u bjesomučnom bijegu iz tabora. Jedna grupica je ustrajala s velikim vezirom, no jedna topovska kugla je velikog vezira pogodila u čelo i srušio se s konja. Izvučen iz gužve i teško ranjen prenesen je u Srijemske Karlovce, 
gdje mu je u donjoj pravoslavnoj crkvi ukazana pomoć, ali na putu za Beograd je preminuo. Sahranjen je u Beogradu gdje mu se i danas, na Kalemegdanu nalazi turbe.
Bitka je završila 5. kolovoza 1716. godine u 11 sati prije podne.
Ukupan broj poginulih kršćana je bio 2122, ranjenih 2358, poginuli su general-konačar Chrestien de Ponchon, general mrtve konjičke straže Bertran Adolf grof von Hohensbröck.
Raport princa Eugena Savojskog bio je sastavljen u šatoru velikog vezira, a general ađutant Ludvig Andreas grof von Khevenhüller je prenio izvještaj o bitci u Beč.
Turski gubitci su bili ogromni, preko 30.000 mrtvih, a mnoge je odnio Dunav prema Beogradu.
Turski tabor s bogatim plijenom bio je u kršćanskim rukama. Prilikom ulaska kršćanske vojske u turski tabor našlo se na užasne prizore oko raskošnog šatora
velikog vezira. Nađen je u okovima oko vrata i nogu, privezan uz kolac mrtav, grof Wenzel Siegfied Breuner, koji je tri dana ranije zarobljen. Vruća mu je krv liptala iz nebrojenih rana, oko njega je bilo stotinjak leševa ubijenih i izmasakriranih kršćana.
Ratni plijen je bio obilat. Preko 2.000 kolskih zaprega oružja, streljiva, šatora i hrane.
Zaplijenjeno je 149 topova, 3 haubice i 23 velika topa s kalibrom od 1-60 funti. Turci su ostavili 1.300 ztr. baruta, 700 ztr. olova, 20.000 topovskih kugli, 1.500 bombi,
2.700 granata za haubice i 7.000 vratnih ogrlica za okivanje zarobljenika. Zaplijenjeno je 156 zastava, 50.000 šatora, 2.000 deva, veliki broj rogate stoke, bivola, ovaca, 5 konjskih repova u tri para.
U zahvalu za pobjedu nad Turcima održan je u tekijskoj kapeli Te Deum 8. kolovoza 1716. godine. Na misi zahvalnici je prisustvovao i princ Eugen Savojski, vojnici, časnici, sedamdeset i četiri vojna svećenika, 29 svjetovnih svećenika, 24 isusovca, 11 franjevaca, 7 karmelićana, 2 augustinca i ostali iz drugih redova.
U znak slavlja pucalo je za vrijeme mise 140 topova.
Svakog prvog petka u mjesecu točno u jedanaest sati, zvona obližnje crkve sv. Roka oglašavaju spomen na taj povijesni događaj. Toponimi Vezirac, Karagača, Zanoš, Alibegovac, Tatarsko brdo i Puckaroš u petrovaradinskom ataru pričaju o Tekijskoj bitci.
Princ Eugen Savojski bio je veliki štovatelj Majke Božje. U zahvalnost za pobjedu darovao je kapelici kopiju slike Majke Božje Snježne, čiji se original nalazi u bazilici Santa Maria Maggiore u Rimu.
U spomen bitke iz 1716. godine na brežuljku Vezirac podignut je 1902. godine spomenik "križ Eugena Savojskog" prema projektima zagrebačkog arhitekta Hermanna Bolléa visok 6,5 metara i izrađen od bijelog mramora iz Laasa.

## Svetište Majke Božje Tekijske - Gospe Snježne
Poslije bitke prvo proširenje kapele izvršeno je o trošku obitelji poginulog podmaršala Wenzela Siegfieda grofa Breunera. Stara kapelica je pretvorena u sakristiju, a prednji dio je povećan za 3,8 metara. Kapela je imala i zvono iz 1719 s likom Ignacija Lojolskog koje se od duge upotrebe raspuklo pa je 1926. pretopljeno u Ljubljani.
Na dan Snježne Gospe, isusovci su svake godine predvodili porcesije od crkve sv. Jurja do kapele na Tekijama. No nisu isusovci predvodili procesije samo za Snježne Gospe, nego i u drugim zgodama, tako su 5. studenog 1738. predvodili procesiju, a Petrovaradinci hodočastili na Tekije s molitvom da se odvrati kuga od njih.
Kapela je ponovno proširena 1754. godine. Tada je produžena za 18,9 m i podignut je drveni zvonik. Posveta je obavljena 26. srpnja 1754. Od toga vremena potječe i svetkovanje sv. Ane ili u narodu poznato kao Male Tekije, a hodočašće na dan Snježne Gospe prozvaše Petrovaradinci Velike Tekije.
Josip II je 1785. zabranio procesije tako Petrovaradinci za vrijeme Josipa II nisu mogli u procesijama slaviti Gospu Snježnu.
Kako je papa Klement XIV. bulom ukinuo isusovački red 1773. izgubile su Tekije veoma brižne čuvare.
Župnik sv. Jurja u Petrovaradinu, pjesnik Ilija Okrugić uz savjet biskupa Strossmayera obraća se Hermanu Bolléu, a on izrađuje nacrte za novu crkvu. Nova crkva je blagoslovljena 1881. godine. Ima dva zvonika visine 27,6 metara, sama crkva je jednobrodna 35,8 metara duljine i 13,2 metara širine. S koroma iznad ulaznih vrata i sakristijom dograđenom na zadnjoj strani.
Na glavnom oltaru je kip Bezgriješnog Začeća Blažene Djevice Marije, čudotvorna slika je na oltaru Marije Snježne, iza oltara se čuvala od 1739. do 1934. godine slika Majke Božje "Marije Pomoćnice" koja je iz straha od uništenja sklonjena iz Beograda.
Prostrani oltar sv. Ane i sv. Josipa su u tirolskom stilu kao i dva prethodno spomenuta., a radovi su Ferdinanda Stuflessera iz St. Ulrich-Grödena.
Prigodom proslave 1000. obljetnice prvog Marijinog svetišta u Hrvata, Gospe od Otoka crkva svetišta Gospe Tekijske je potpuno obnovljena izvana i preuređena iznutra prema novim liturgijskim propisima. Tako su iz crkve uklonjeni tirolski oltari. Oltar je napravljen od bijelog mramora, postavljen između četiri elegantna mramorna stupa, koji su iznad unakrsno povezani armirano betonskim zategama. Iznad ovih su dva luka koji se u vrhu, u njihovim zenitima ukrštaju. I zatege i lukovi su također obloženi bijelim mramorom, a djeluju kao nasađena kruna na stupovima. Na sredini krune postavlja se čudotvorna slika Marije Snježne u vrijeme kada se ona prenosi iz crkve sv. Jurja u svetište. Na vrhu sredine krune je kip Bezgriješnog Začeća Marijinog.
Tokom 1980. godine crkva dobiva vitraje. A 1981. godine izgrađena je terasa svetišta za misna slavlja na otvorenom i krovovi dvaju zvonika su obloženi bakarnim limom.
Tokom 2004. godine, tadašnji upravitelj svetišta Stjepan Miler dao je oslikati svod crkve motivima Krunice.
Na izgrađenoj terasi svake godine prođe veliki broh hodočasnika koji dolaze iz Srijema, Bačke, Banata i iz Hrvatske.

## Vanjske poveznice
Stranica svetišta Majke Božje Tekijske - Gospe Snježne